# Premislavo II di Teschen
Premislavo II di Teschen, conosciuto anche col nome di Przemko II (1420 circa – 18 marzo 1477), è stato Duca di Teschen e Głogów.
Premislavo era figlio di Boleslao, Duca di Teschen e di sua moglie Eufemia.
Alla morte del padre, nel 1431, Premislavo II governò il ducato dapprima sotto la reggenza della madre e poi con i fratelli. Dopo la divisione del ducato, nel 1442, egli governò sulla parte di Teschen. Alla morte di suo fratello Boleslao II nel 1452, divenne l'unico regnante del Ducato. Dal 1460 governò anche sulla metà del Ducato di Głogów.
Premislao II supportò anche il Re boemo Giorgio Podebrady e mantenne stretti rapporti con il Re polacco Casimiro IV. La sua vicinanza ad entrambi i monarchi portò, nel 1462, alla firma di un negoziato a Głogów tra i due re, circa il destino della futura corona di Boemia. Nel 1469 prese parte all'elezione del Re d'Ungheria Mattia Corvino a Olomouc, il quale divenne anche Re di Boemia.
Egli ebbe un'unica erede, la figlia Jadwiga, ed alla sua morte, avvenuta nel 1477, a Premislavo II succedette il nipote Casimiro, figlio di suo fratello Boleslao II.